# El Flix

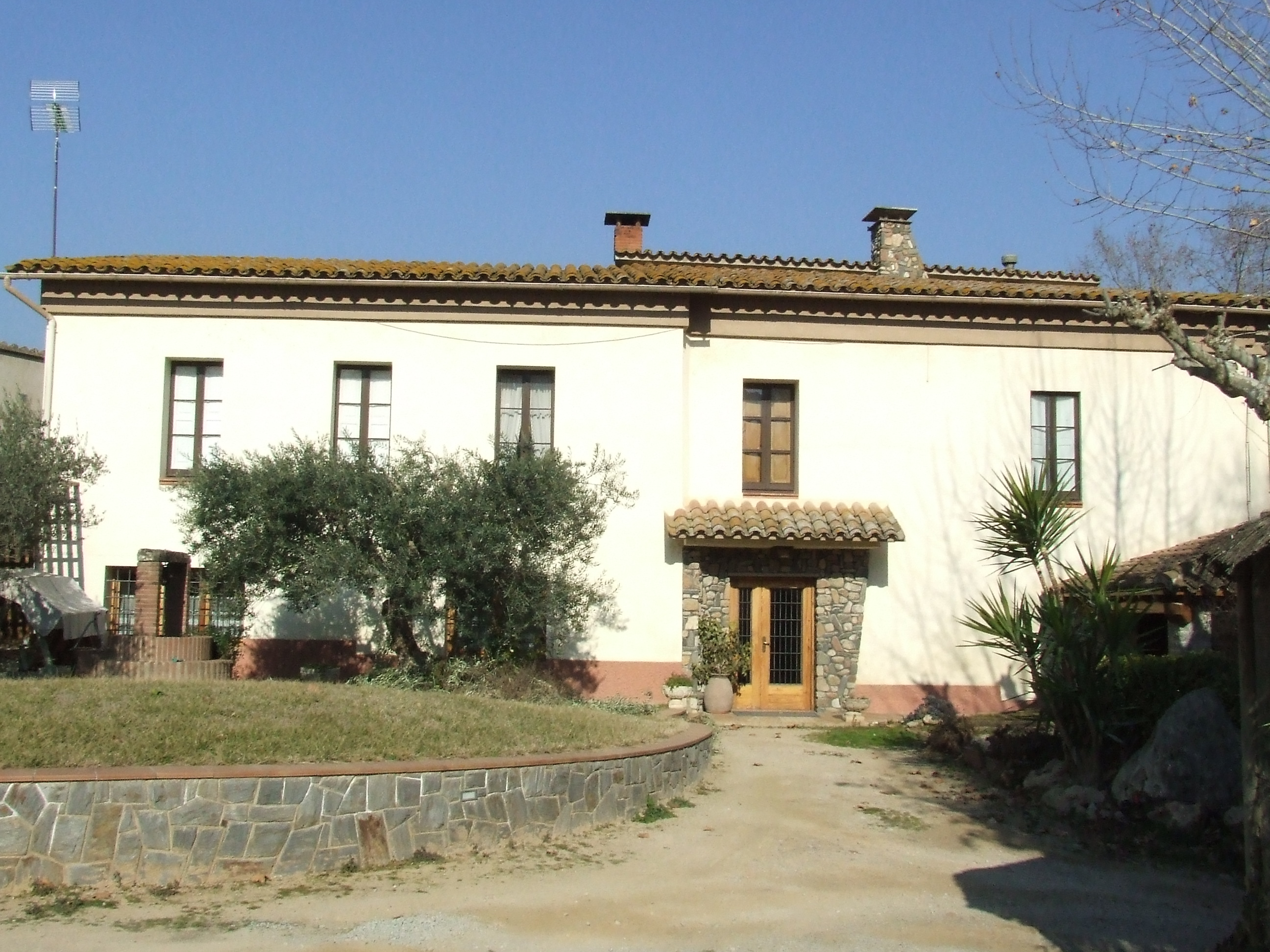
Façana de migdia del Flix

El Flix és una masia del poble de Bigues, en el terme municipal de Bigues i Riells, a la comarca catalana del Vallès Oriental. El Flix és una masia dedicada a l'explotació agrària, principalment de verdures. Es troba en el sector central del terme, a migdia del Rieral de Bigues. És a la dreta del Tenes, a ponent i a l'altra banda del riu del Polígon Industrial Can Barri. A migdia seu hi ha Can Taberner i el Molí Sec. S'hi accedeix des del Rieral de Bigues pel Camí del Flix, que travessa tot el Pla de Can Masponç.